# Arquipélago das Graças

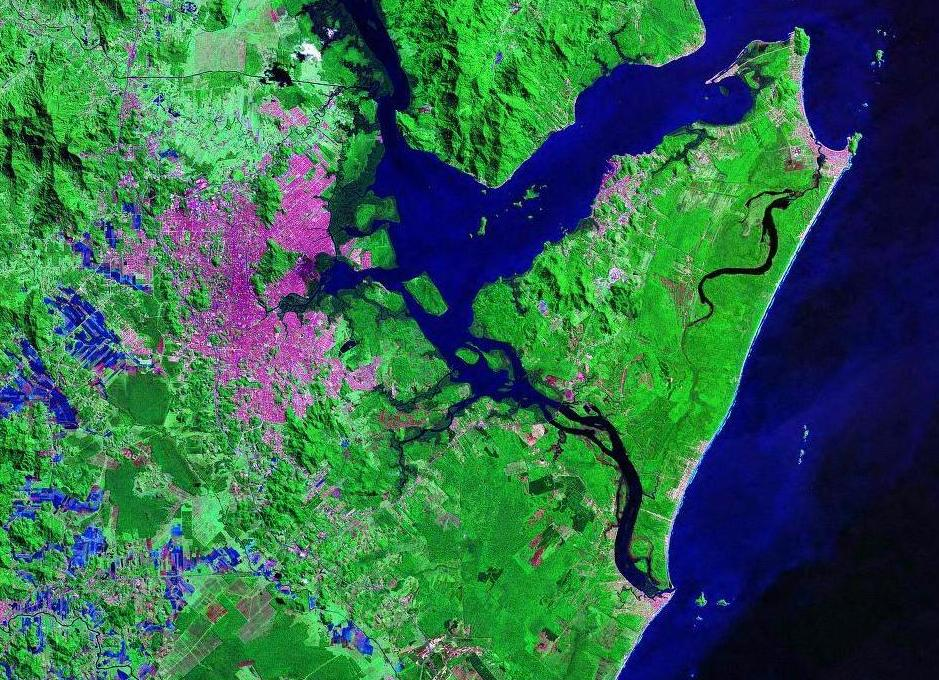
Foto de satélite onde aparece a ilha de São Francisco do Sul, o arquipélago das Graças com suas ilhas e as cidades de Joinville e São Francisco do Sul.

O Arquipélago das Graças está localizado no litoral brasileiro, no norte do estado de Santa Catarina. É um arquipélago de pequenas ilhas no entorno da ilha de São Francisco do Sul, próximo aos municípios de Joinville, Itapoá, São Francisco do Sul, Araquari e Barra do Sul.

## Ilhas
Parte das ilhas deste arquipélago está dentro da Baía da Babitonga e parte está em mar aberto, a Leste da Ilha de São Francisco do Sul.
O Arquipélago das Graças apresenta um conjunto de 24 ilhas:
- Ilha Alvarenga
- Ilha dos Araújos de Dentro
- Ilha dos Araújos de Fora
- Ilha dos Araújos do Meio
- Ilha do Baiacu
- Ilha do Chico Pedro
- Ilha das Claras
- Ilha do Corisco
- Ilha do Ferreira
- Ilha das Flores (Santa Catarina)
- Ilha Grande (Santa Catarina)
- Ilha Guaraqueçaba
- Ilha Itaguaçu
- Ilha dos Herdeiros
- Ilha Mandijituba (Baía da Babitonga)
- Ilha Mandijituba
- Ilha do Maracujá
- Ilha do Mel
- Ilha da Murta
- Ilha dos Negros
- Ilha do Pernambuco
- Ilha Queimadas
- Ilha do Quiriri
- Ilha Redonda
- Ilha da Rita